# Шилово (Пустошкинский район)
Шилово — деревня в России, в Пустошкинском районе Псковской области. Входит в состав Гультяевской волости.
Деревня расположена на северном побережье озера Неведро, в 24 км к юго-западу от города Пустошка.

## Население
| 2002 | 2010 |
| ---- | ---- |
| 75   | ↘45  |

Численность населения деревни по оценке на начало 2001 года составляла 77 жителей.

## История
С 1995 до 2005 года деревня входила в состав ныне упразднённой Шалаховской волости.